# Катастрофа (математика)
Катастрофа — стрибкоподібна зміна стану динамічної системи при неперервній зміні параметра.
Теорія катастроф була розвинута в 1960-х роках французьким математиком Рене Томом.
Катастрофи відбуваються в області особливих точок, біфуркацій.

## Катастрофи в градієнтних системах
Нехай динамічна система описується рівняннями:
{\displaystyle {\frac {d\mathbf {X} }{dt}}=-{\frac {\partial V(\mathbf {X} )}{\partial \mathbf {X} }}}
де {\displaystyle \mathbf {X} =(X_{1},X_{2},\ldots ,X_{s})} — динамічні змінні, а {\displaystyle V({\mathbf {X} })} — певна потенціальна функція (функція Ляпунова), яка крім динамічних змінних залежить також від певного набору параметрів.
Стаціонарні точки цієї системи знаходяться з рівнянь:
{\displaystyle {\frac {\partial V}{\partial X_{i}}}=0},
а біфуркація виникає, коли визначник
{\displaystyle \det \left|{\frac {\partial ^{2}V}{\partial X_{i}\partial X_{j}}}\right|=0},
взятий в стаціонарній точці, змінює знак.
При зміні параметрів кількість стаціонарних точок та їхня стійкість можуть змінюватись. Причому розв'язки цього рівняння можуть з‘являтися й зникати навіть при неперервній зміні параметра.

## Типи катастроф
В залежності від кількості змінних та поведінки потенціалу в околі особливої точки катастрофам властиві певні характерні типи. Для кожного типу властива своя кількість змінних. Часто системи з більшою розмірністю в околі особливої точки можна спростити до систем з меншою розмірністю, провівши заміну змінних таким чином, щоб виділити ті з них, які суттєві для катастрофи.

### Катастрофа складки

Потенціал у випадку існування двох стаціонарних точок. Стрілками вказано напрям еволюції системи

Найпростіша катастрофа виникає при потенціалі в формі
{\displaystyle V(X)=\lambda X+X^{3}}
тоді, коли параметр {\displaystyle \lambda \,} змінює свій знак. Рівняння {\displaystyle V(X)=0} має один розв'язок при {\displaystyle \lambda >0\,} і три розв'язки при {\displaystyle \lambda <0}. Рівняння {\displaystyle {\frac {dV(X)}{dX}}=0} немає жодного розв'язку при {\displaystyle \lambda >0\,} і два розв'язки при {\displaystyle \lambda <0}:
{\displaystyle X_{1}=-{\sqrt {\frac {-\lambda }{3}}},\qquad X_{2}={\sqrt {\frac {-\lambda }{3}}}.}
Друга похідна від потенціалу дорівнює {\displaystyle 6X\,} і в особливих точках набирає значень:
{\displaystyle V^{\prime \prime }(X_{1})=6X_{1}=-6{\sqrt {\frac {-\lambda }{3}}}<0,\qquad V^{\prime \prime }(X_{2})=6X_{2}=6{\sqrt {\frac {-\lambda }{3}}}>0}.
Таким чином, особлива точка {\displaystyle X_{1}} — нестійка, точка {\displaystyle X_{2}} — стійка.
При {\displaystyle \lambda >0\,} динамічна система з таким потенціалом не має особливих точок і її рух інфінітний. При будь-яких початкових умовах змінна X, яка описується динамічним рівнянням: {\displaystyle {\dot {X}}=-dV/dX} зменшуватиметься з часом до мінус нескінченності.
У випадку {\displaystyle \lambda <0\,} поведінка системи залежатиме від початкових умов. Якщо в початковий момент часу змінна X була меншою за {\displaystyle X_{1}\,}, тоді вона й надалі зменшуватиметься з часом до нескінченності. Якщо ж в початковий момент часу змінна X була більшою за {\displaystyle X_{1}\,}, то з часом її значення прямуватиме до точки {\displaystyle X_{2}\,}, яка є атрактором для системи.
Катастрофа відбувається при зміні параметра {\displaystyle \lambda \,} від від'ємних значень до додатних для системи, стан якої близький до точки {\displaystyle X_{2}}. При неперервній зміні параметра {\displaystyle \lambda \,}, як тільки він бодай трошки перевищить нульове значення, рівноважний стан системи перестає існувати і значення змінної X «втікає» на мінус нескінченність.
Фізично такого типу катастрофу можна уявити собі, як схід лавини. Сніг тримається на схилі, доки його маса не перевищить певного значення, після чого відбувається швидке скочування. Інший приклад — обрив мотузки. Мотузка може втримувати тягар певної ваги, але при перевищуванні цієї ваги, вона не витримує і обривається.
Якщо побудувати графік залежності значень величини X в особливих точках від значення параметру {\displaystyle \lambda }, то це виглядатиме, як графік зігнутого (складеного) аркушу паперу. Цьому порівнянню така катастрофа завдячує своїй назві: катастрофа складки. Проєкція цієї залежності на вісь параметра {\displaystyle \lambda } розбиває всі значення параметра на ті, при яких особливі точки існують (від'ємні значення), і ті, при яких їх немає — від'ємні.

### Катастрофа зборки

Біфуркаційна крива в залежності від параметрів, вісь абсцис та, вісь ординат

Тривимірний графік залежності значення змінної в особливій точці від параметрів для цього типу катастрофи нагадує зборку (зморшку) на одязі, чому вона й завдячує назвою.
Потенціал V(X) для катастрофи зборки залежить від двох параметрів:
{\displaystyle V(X)=X^{4}+\lambda _{1}X^{2}+\lambda _{2}X}.
При такому потенціалі рух завжди фінітний, але кількість атракторів у залежності від значення параметрів може змінюватися від одного до двох.

При додатних значеннях параметрів {\displaystyle \lambda _{1}\,} та {\displaystyle \lambda _{2}\,} система завжди має єдину стійку особливу точку X = 0. При від'ємних значеннях параметрів існує область, в якій особливих точок три. При цьому точка X = 0, втрачає стабільність. Ця область параметрів обмежена біфуркаційною кривою, рівняння якої
{\displaystyle {\frac {8}{27}}\lambda _{1}^{3}+\lambda _{2}^{2}=0}.
Зміна стану системи, тобто катастрофа, відбувається тоді, коли значення параметрів перетинають цю криву.
Фізичним прикладом такої катастрофи є перемагнічування магніту. При температурі, вищій за точку Кюрі, що відповідає додатним значенням параметрі {\displaystyle \lambda _{1}}, магніт не має власного магнітного моменту. При температурі, нижчій за точку Кюрі, магніт перебуває в магнітному стані й має власний магнітний момент, який може бути орієнтованим в довільному напрямку. При прикладанні магнітного поля, який має напрям, протилежний напряму намагніченості магніту, магніт зберігатиме свої полюси доти, доки поле (яке може збільшуватися неперервно) не досягне певного значення, при якому полюси магніту зміняться на протилежний. Така зміна буде дуже швидкою, катастрофічною для однодоменного магніту, хоча реальні магніти мають багато домемів, і їх перемагнічування відбувається не так швидко. Якщо змінити напрямок зовнішнього магнітного поля й побудувати графік намагніченості, то на графіку спостерігатиметься петля гістерезиса.
Аналогічні гістерезисні явища спостерігаються в багатьох фізичних системах, в яких існує бістабільність.

### Катастрофа ластівчин хвіст

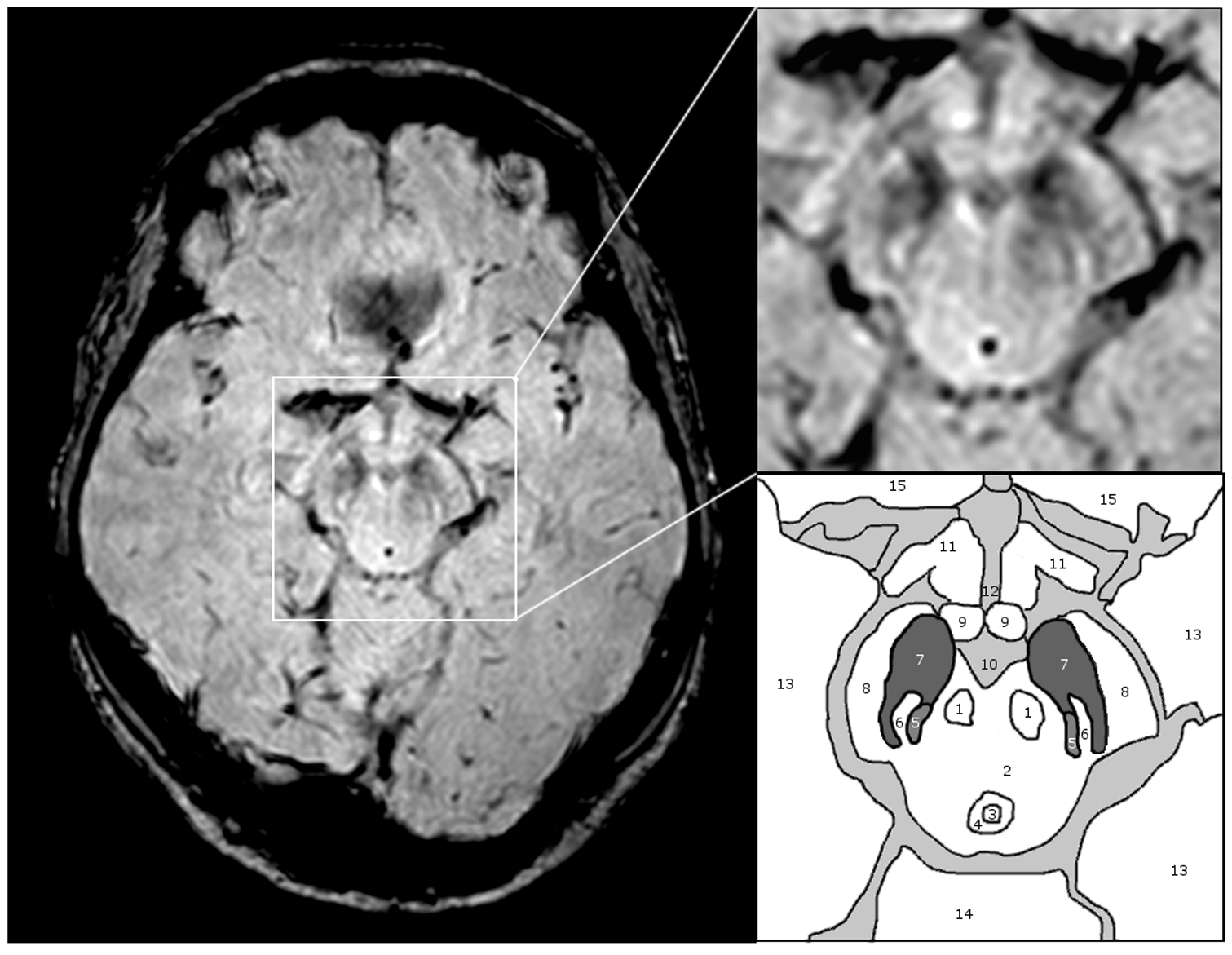
Біфуркаційна поверхня при катастрофі ластівчин хвіст

В системах з однією змінною, але з трьома параметрами можлива ще складніша катастрофа, яка отримала назву ластівчиного хвоста. Потенціал для неї записується в формі
{\displaystyle V(X)=X^{5}+\lambda _{1}X^{3}+\lambda _{2}X^{2}+\lambda _{3}X}.

### Інші катастрофи
Том розглянув усі типи катастроф, які виникають при кількості параметрів, не більшій ніж чотири. Серед них
- Метелик
{\displaystyle V(X)=X^{6}+\lambda _{1}X^{4}+\lambda _{2}X^{5}+\lambda _{3}X^{2}+\lambda _{3}X}.
- Гіперболічна омбіоліка
{\displaystyle V(X,Y)=X^{2}+Y^{2}+\lambda _{1}XY-\lambda _{2}Y-\lambda _{3}X}.
- Еліптична омбіоліка
{\displaystyle V(X,Y)=Y^{2}-3X^{2}Y^{2}+\lambda _{1}(X^{2}+Y^{2})-\lambda _{2}Y-\lambda _{3}X}.
- Параболічна омбіоліка
{\displaystyle V(X,Y)=Y^{2}X+X^{2}+\lambda _{1}Y^{2}+\lambda _{2}X^{2}-\lambda _{3}Y-\lambda _{4}X}.

Російський математик Володимир Арнольд класифікував усі катастрофи за групами Лі, які їм відповідають.